# Andreas Maurer (Politiker, 1919)

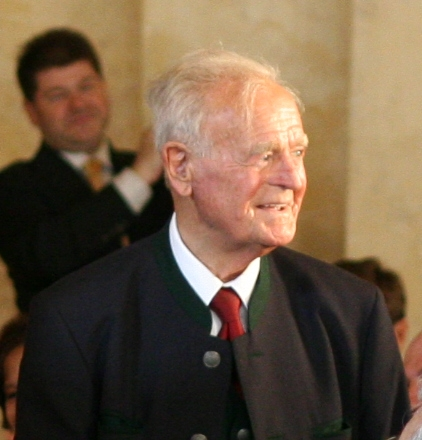
Andreas Maurer (2005)

Andreas Josef Maurer (* 7. September 1919 in Trautmannsdorf an der Leitha; † 25. Oktober 2010 ebenda) war ein österreichischer Politiker (ÖVP), der von 1966 bis 1981 als Landeshauptmann von Niederösterreich amtierte.

## Jugend und Ausbildung
Andreas Maurer wurde am 7. September 1919 als zweites von drei Kindern des Grund- und Wirtshausbesitzers Andreas Maurer (* 6. Februar 1892 in Trautmannsdorf; † 13. März 1954) und dessen Ehefrau Magdalena (geborene Berger; * 13. Juni 1892 in Trautmannsdorf; † 15. August 1972) geboren und am 14. September 1919 auf den Namen Andreas Josef getauft. Die Eltern hatten am 26. August 1917 geheiratet.
Maurer wuchs auf dem Bauernhof seiner Eltern auf. Von 1925 bis 1933 besuchte er die Volksschule in Trautmannsdorf, anschließend die Landwirtschaftliche Fachschule in Bruck an der Leitha.
Von 1940 bis 1945 war er Soldat der Wehrmacht und geriet in Italien in britische Kriegsgefangenschaft, aus der er bereits 1945 entlassen wurde.

## Politische Laufbahn
Ab 1946 war Maurer politisch als Bauernvertreter tätig. Der Landwirt Maurer war von 1951 bis 1956 Gemeinderat von Trautmannsdorf. Von 1959 bis 1964 fungierte er als Abgeordneter zum Niederösterreichischen Landtag und von 1964 bis 1966 als Landesrat und Präsident des Österreichischen Bauernbundes. Des Weiteren war Maurer von 1970 bis 1989 Obmann des Niederösterreichischen Bauernbundes.
Vom 24. November 1966 bis zum 22. Jänner 1981 übte Andreas Maurer das Amt des Landeshauptmannes von Niederösterreich aus. Während seiner Amtszeit wurde der Ausbau des Straßennetzes forciert, die Kommunalstruktur reformiert sowie ein Modernisierungsprozess auf mehreren Gebieten (Niederösterreichisches Pflichtschulgesetz 1972, Raumordnungsgesetz, Naturschutzgesetz 1976, neue Landesverfassung) eingeleitet. In seine Amtszeit fiel auch die große Gemeindereform im Jahr 1970, mit der die Anzahl der Gemeinden in Niederösterreich von 1281 – von einigen kleinen Änderungen abgesehen – auf die heutigen 573 reduziert wurde.
Maurer gilt auch als „Königsmacher“ zahlreicher Politiker auf Landes- und auf Bundesebene. Zu diesen zählten Karl Schleinzer, Liese Prokop, Siegfried Ludwig sowie dessen Nachfolger Erwin Pröll, der in ihm auch einen „väterlichen Freund“ sah.

## Privates
Am 9. Juli 1944, während eines Heimaturlaubs vom Kriegseinsatz, heiratete Maurer kirchlich und standesamtlich Hermine Berger, mit der er zwischen 1945 und 1959 sechs Kinder bekam – vier Söhne und zwei Töchter. Sein ältestes Kind, Sohn Andreas (* 1945), war von 1986 bis 2007 Bürgermeister von Trautmannsdorf an der Leitha.
Maurer war stets der Musik verbunden. So trat er bereits 1932 der Blasmusik in seinem Heimatort bei und wurde später Ehrenpräsident des Niederösterreichischen Blasmusikverbandes. Erinnerungen zufolge hatte Maurer immer sein eigenes Mundstück eines Bassflügelhorns mit, sodass er jederzeit bei entsprechenden Gelegenheiten mitspielen konnte. Dieses Mundstück wurde ihm neben seiner Geige als Grabbeigabe mitgegeben.

## Würdigung
- 1975: Goldene Florianiplakette des Niederösterreichischen Landesfeuerwehrverbandes[8]
- 1979: Ehrenring des Landes Niederösterreich
- 1981: Maurer erhielt als erster die Ehrenbürgerschaft des Landes Niederösterreich.[9][10]
- Großkreuz des Gregoriusordens
- Großes Goldenes Ehrenzeichen am Bande für Verdienste um die Republik Österreich
- Goldenes Komturkreuz mit dem Stern des Ehrenzeichens für Verdienste um das Bundesland Niederösterreich

Im Jahre 2012 wurde die bis dahin namenlose Hainburger Donaubrücke in Andreas-Maurer-Brücke umbenannt.

## Werke
- Andreas Maurer: Erinnerungen. Böhlau Verlag, Wien 2009, ISBN 978-3-205-78314-5.